# Konar Sandal
Cet article possède des paronymes, voir Connard, Konar et Sandal.

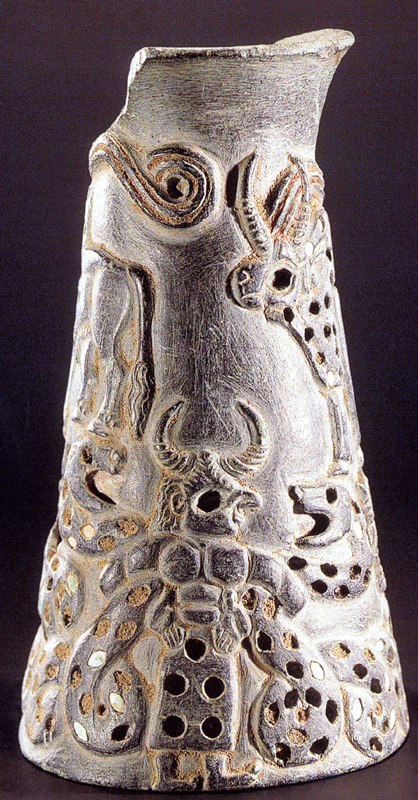
Vase en chlorite trouvé dans la région de Jiroft

Konar Sandal est un site archéologique situé au sud de l'Iran, dans le Kerman, dans la vallée du Halil Roud, près de la ville de Djiroft. Il a été découvert en 2001, à la suite de fouilles clandestines qui ont eu lieu dans des cimetières de l'âge du bronze situés à proximité. Le site de Konar Sandal fait depuis cette date l'objet de fouilles régulières, par une équipe archéologique iranienne dirigée par Youssef Madjidzadeh, et s'est révélé être le centre le plus important de ce que l'on peut appeler la civilisation de Jiroft.

## Les deux tertres de Konar Sandal
Après plusieurs années de sécheresse, la crue du fleuve Halil au début de 2001 a provoqué de grosses inondations qui ont érodé la vallée environnante et fait affleurer les vestiges d'une énigmatique culture tombée dans l'oubli.
Les fouilles officielles commencent en février 2003 à quelque 28 km de l'actuel village de Jiroft.
Deux tertres, distants d'un peu moins de 2 km l'un de l'autre, dominent la vallée, parcourue par un cours d'eau. Ce site est le plus vaste des nombreux sites antiques repérés dans la région de Jiroft (comme Tepe Yahya, connu depuis plus longtemps), correspondant au IIIè millénaire av. J.C. Les prospections entamées des nombreuses couches archéologiques permettent de penser que ces deux tertres abritent les vestiges d'un temple et d'une citadelle fortifiée. 
La découverte de tablettes d'argile portant deux types de graphie semble témoigner d'une civilisation qui pratiquait l'écriture. L'une d'elles rappelle l'élamite linéaire, en usage dans le pays d'Élam voisin de la Mésopotamie, d'après l'équipe archéologique iranienne. Trois autres ont une graphie encore inconnue.
Du fait du grand nombre de vases en chlorite trouvé dans les tombes voisines, on estime que Konar Sandal devait être le principal centre de production de ces objets, que l'on retrouve sur tout le Plateau iranien, et jusqu'en Mésopotamie, dans la vallée de l'Indus et autour du Golfe Persique.
En 2021, les archéologues iraniens travaillent à l'éventuelle inscription du site sur la liste du patrimoine mondial de l'UNESCO.